# Cupa Campionilor Europeni 1965-1966
Ediția a unsprezecea a Cupei Campionilor Europeni, desfășurată în sezonul 1965-1966, a fost câștigată de Real Madrid.

## Preliminarii
| Echipa 1                     | Total  | Echipa 2                  | Turul I | Turul II | Baraj |
| ---------------------------- | ------ | ------------------------- | ------- | -------- | ----- |
| Keflavík ÍF Reykjanesbær     | 2 - 13 | Ferencvárosi TC Budapesta | 1 - 4   | 1 - 9    |       |
| SFK Lyn Oslo                 | 6 - 8  | Derry City FC             | 5 - 3   | 1 - 5    |       |
| Fenerbahçe SK Istanbul       | 1 - 5  | RSC Anderlecht Bruxelles  | 0 - 0   | 1 - 5    |       |
| KS 17 Nëntori Tirana         | 0 - 1  | Kilmarnock FC             | 0 - 0   | 0 - 1    |       |
| RV & AV Feijenoord Rotterdam | 2 - 6  | Real Madrid CF            | 2 - 1   | 0 - 5    |       |
| Djurgården IF Stockholm      | 2 - 7  | SC Levski-Spartak Sofia   | 2 - 1   | 0 - 6    |       |
| LASK Linz                    | 2 - 5  | KS Górnik Zabrze          | 1 - 3   | 1 - 2    |       |
| Drumcondra FC Dublin         | 1 - 3  | ZSK Vorwärts Berlin       | 1 - 0   | 0 - 3    |       |
| FC Lausanne-Sport            | 0 - 4  | TJ Sparta ČKD Praga       | 0 - 0   | 0 - 4    |       |
| Helsingin Jalkapalloklubi    | 2 - 9  | Manchester United FC      | 2 - 3   | 0 - 6    |       |
| FK Partizan Belgrad          | 4 - 2  | FC Nantes                 | 2 - 0   | 2 - 2    |       |
| Panathinaikos AO Atena       | 4 - 2  | Sliema Wanderers FC       | 4 - 1   | 0 - 1    |       |
| Dinamo București             | 7 - 2  | Boldklubben 1909 Odense   | 4 - 0   | 3 - 2    |       |
| CS Stade Dudelange           | 0 - 18 | SL Benfica Lisabona       | 0 - 8   | 0 - 10   |       |
| APOEL FC Nicosia             | 0 - 10 | SV Werder Bremen          | 0 - 5   | 0 - 5    |       |

### Turul I
| Keflavík ÍF Reykjanesbær | 1 – 4   | Ferencvárosi TC Budapesta                  |
| ------------------------ | ------- | ------------------------------------------ |
| Júlíusson 67'            | Detalii | Németh 27' Karába 37' Varga 38' Albert 57' |

| SFK Lyn Oslo                                          | 5 – 3   | Derry City FC                |
| ----------------------------------------------------- | ------- | ---------------------------- |
| Berg 4', 32' Dybwad-Olsen 19' (pen.), 50' Stavrum 62' | Detalii | R. Wood 10' Gilbert 24', 34' |

| Fenerbahçe SK Istanbul | 0 – 0   | RSC Anderlecht Bruxelles |
| ---------------------- | ------- | ------------------------ |
|                        | Detalii |                          |

| KS 17 Nëntori Tirana | 0 – 0   | Kilmarnock FC |
| -------------------- | ------- | ------------- |
|                      | Detalii |               |

| RV & AV Feijenoord Rotterdam | 2 – 1   | Real Madrid CF |
| ---------------------------- | ------- | -------------- |
| Venneker 78' Kruiver 85'     | Detalii | Puskás 35'     |

| Djurgården IF Stockholm | 2 – 1   | SC Levski-Spartak Sofia |
| ----------------------- | ------- | ----------------------- |
| Nilsson 40', 63'        | Detalii | Sokolov 9'              |

| LASK Linz      | 1 – 3   | KS Górnik Zabrze              |
| -------------- | ------- | ----------------------------- |
| Köglberger 60' | Detalii | Musialek 19' Wilczek 22', 55' |

| Drumcondra FC Dublin | 1 – 0   | ZSK Vorwärts Berlin |
| -------------------- | ------- | ------------------- |
| Morrissey 65'        | Detalii |                     |

| FC Lausanne-Sport | 0 – 0   | TJ Sparta ČKD Praga |
| ----------------- | ------- | ------------------- |
|                   | Detalii |                     |

| Helsingin Jalkapalloklubi  | 2 – 3   | Manchester United FC         |
| -------------------------- | ------- | ---------------------------- |
| Pahlman 30' Peltoniemi 71' | Detalii | Herd 1' Connelly 15' Law 36' |

| FK Partizan Belgrad     | 2 – 0   | FC Nantes |
| ----------------------- | ------- | --------- |
| Galić 37' Hasanagić 48' | Detalii |           |

| Panathinaikos AO Atena                                | 4 – 1   | Sliema Wanderers FC |
| ----------------------------------------------------- | ------- | ------------------- |
| Sakelaridis 5' Loukanidis 18' Domazos 32' Kamaras 61' | Detalii | Cini 36'            |

| Dinamo București                     | 4 – 0   | Boldklubben 1909 Odense |
| ------------------------------------ | ------- | ----------------------- |
| Ene 50' Gergely 75' Frățilă 85', 88' | Detalii |                         |

| CS Stade Dudelange | 0 – 8   | SL Benfica Lisabona                                                            |
| ------------------ | ------- | ------------------------------------------------------------------------------ |
|                    | Detalii | Pedras 15', 21', 78' Pereira 29' Brenner 46' (a.g.) Yaúca 59', 81' Santana 85' |

| APOEL FC Nicosia | 0 – 5   | SV Werder Bremen                                        |
| ---------------- | ------- | ------------------------------------------------------- |
|                  | Detalii | Matischak 13', 32' Podlich 31' Schulz 45' Zebrowski 78' |

### Turul II
| Ferencvárosi TC Budapesta                                   | 9 – 1   | Keflavík ÍF Reykjanesbær |
| ----------------------------------------------------------- | ------- | ------------------------ |
| Albert 7', 45', 77', 82', 89' Novák 11', 22' Varga 23', 34' | Detalii | Jóhansson 36'            |

Ferencvárosi TC Budapesta s-a calificat cu scorul general 13–2.
| Derry City FC                                       | 5 – 1   | SFK Lyn Oslo |
| --------------------------------------------------- | ------- | ------------ |
| Wilson 3', 17' Crossan 49' R. Wood 67' McGeough 71' | Detalii | Stavrum 44'  |

Derry City FC s-a calificat cu scorul general 8–6.
| RSC Anderlecht Bruxelles                       | 5 – 1   | Fenerbahçe SK Istanbul |
| ---------------------------------------------- | ------- | ---------------------- |
| Van Himst 32' Stockman 42', 50', 70' Hanon 89' | Detalii | Altiparmak 84'         |

RSC Anderlecht Bruxelles s-a calificat cu scorul general 5–1.
| KS Górnik Zabrze      | 2 – 1   | LASK Linz              |
| --------------------- | ------- | ---------------------- |
| Pohl 9' Szołtysik 22' | Detalii | Lipošinović 34' (pen.) |

KS Górnik Zabrze s-a calificat cu scorul general 5–2.
| Real Madrid CF                       | 5 – 0   | RV & AV Feijenoord Rotterdam |
| ------------------------------------ | ------- | ---------------------------- |
| Puskás 10', 20', 29', 86' Grosso 44' | Detalii |                              |

Real Madrid CF s-a calificat cu scorul general 6–2.
| Kilmarnock FC | 1 – 0   | 17 Nëntori Tirana |
| ------------- | ------- | ----------------- |
| Black 77'     | Detalii |                   |

Kilmarnock FC s-a calificat cu scorul general 1–0.
| TJ Sparta ČKD Praga         | 4 – 0   | FC Lausanne-Sport |
| --------------------------- | ------- | ----------------- |
| Mráz 21', 24', 77' Dyba 82' | Detalii |                   |

TJ Sparta ČKD Praga s-a calificat cu scorul general 4–0.
| SC Levski-Spartak Sofia                                     | 6 – 0   | Djurgården IF Stockholm |
| ----------------------------------------------------------- | ------- | ----------------------- |
| Asparuhov 15', 19' Iliev 34', 47' Nikolov 35' Abadzhiev 60' | Detalii |                         |

SC Levski Sofia s-a calificat cu scorul general 7–2.
| SL Benfica Lisabona                                                                     | 10 – 0  | CS Stade Dudelange |
| --------------------------------------------------------------------------------------- | ------- | ------------------ |
| Eusébio 9', 30', 32', 83' José Augusto 11', 24', 60' Pinto 49' Guerreiro 54' Torres 70' | Detalii |                    |

SL Benfica Lisabona s-a calificat cu scorul general 18–0.
| Boldklubben 1909 Odense | 2 – 3   | Dinamo București                   |
| ----------------------- | ------- | ---------------------------------- |
| Petersen 29' Hansen 34' | Detalii | Nunweiller 8' Pîrcălab 12' Ene 44' |

Dinamo București s-a calificat cu scorul general 7–2.
| Manchester United FC                              | 6 – 0   | Helsingin Jalkapalloklubi |
| ------------------------------------------------- | ------- | ------------------------- |
| Connelly 15', 47', 73' Best 44', 52' Charlton 76' | Detalii |                           |

Manchester United FC s-a calificat cu scorul general 9–2.
| Sliema Wanderers FC          | 1 – 0   | Panathinaikos AO Atena |
| ---------------------------- | ------- | ---------------------- |
| Micallef 30' · Buttigieg 65' | Detalii | Sakellaridis 65'       |

Panathinaikos AO Atena s-a calificat cu scorul general 4–2.
| FC Nantes              | 2 – 2   | FK Partizan Belgrad     |
| ---------------------- | ------- | ----------------------- |
| Magny 32' Blanchet 70' | Detalii | Kovačević 43' Galić 47' |

FK Partizan Belgrad s-a calificat cu scorul general 4–2.
| SV Werder Bremen                                      | 5 – 0   | APOEL FC Nicosia |
| ----------------------------------------------------- | ------- | ---------------- |
| Danielsen 36', 53' Ferner 41' Höttges 63', 83' (pen.) | Detalii |                  |

SV Werder Bremen won 10–0 on aggregate.
| ZSK Vorwärts Berlin                 | 3 – 0   | Drumcondra FC Dublin |
| ----------------------------------- | ------- | -------------------- |
| Vogt 22' Begerad 51' Piepenburg 68' | Detalii |                      |

Vorwärts Berlin s-a calificat cu scorul general 3–1.

## Optimi de finală
| Echipa 1                  | Total | Echipa 2                 | Turul I | Turul II | Baraj |
| ------------------------- | ----- | ------------------------ | ------- | -------- | ----- |
| FK Partizan Belgrad       | 3 - 1 | SV Werder Bremen         | 3 - 0   | 0 - 1    |       |
| Ferencvárosi TC Budapesta | 3 - 1 | Panathinaikos AO Atena   | 0 - 0   | 3 - 1    |       |
| SC Levski-Spartak Sofia   | 4 - 5 | SL Benfica Lisabona      | 2 - 2   | 2 - 3    |       |
| Kilmarnock FC             | 3 - 7 | Real Madrid CF           | 2 - 2   | 1 - 5    |       |
| ZSK Vorwärts Berlin       | 1 - 5 | Manchester United FC     | 0 - 2   | 1 - 3    |       |
| RSC Anderlecht Bruxelles  | 9 - 0 | Derry City FC            | 9 - 0   | -        |       |
| TJ Sparta ČKD Praga       | 5 - 1 | KS Górnik Zabrze         | 3 - 0   | 2 - 1    |       |
| Dinamo București          | 2 - 3 | FC Internazionale Milano | 2 - 1   | 0 - 2    |       |

### Turul I
| FK Partizan Belgrad                   | 3 – 0   | SV Werder Bremen |
| ------------------------------------- | ------- | ---------------- |
| Jusufi 70' Hasanagic 75' Pirmajer 89' | Detalii |                  |

| Ferencvárosi TC Budapesta | 0 – 0   | Panathinaikos AO Atena |
| ------------------------- | ------- | ---------------------- |
|                           | Detalii |                        |

| SC Levski-Spartak Sofia  | 2 – 2   | SL Benfica Lisabona |
| ------------------------ | ------- | ------------------- |
| Asparuhov 5' Nikolov 59' | Detalii | Eusébio 22', 63'    |

| Kilmarnock FC                  | 2 – 2   | Real Madrid CF        |
| ------------------------------ | ------- | --------------------- |
| McLean 22' (pen.) McInally 60' | Detalii | Pirri 25' Amancio 55' |

| ZSK Vorwärts Berlin | 0 – 2   | Manchester United FC |
| ------------------- | ------- | -------------------- |
|                     | Detalii | Law 73' Connelly 80' |

| RSC Anderlecht Bruxelles                                                     | 9 – 0   | Derry City FC |
| ---------------------------------------------------------------------------- | ------- | ------------- |
| Jurion 5' Van Himst 13', 66' Puis 43', 83' Mulder 46', 48', 65' Stockman 90' | Detalii |               |

| TJ Sparta ČKD Praga                    | 3 – 0   | KS Górnik Zabrze |
| -------------------------------------- | ------- | ---------------- |
| Kvašnák 35' (pen.) Jílek 64' Vrána 80' | Detalii |                  |

| Dinamo București      | 2 – 1   | FC Internazionale Milano |
| --------------------- | ------- | ------------------------ |
| Frățilă 25' Haidu 51' | Detalii | Peiró 12'                |

### Turul II
| Panathinaikos AO Atena | 1 – 3   | Ferencvárosi TC Budapesta         |
| ---------------------- | ------- | --------------------------------- |
| Domazos 48'            | Detalii | Karába 8' Fenyvesi 27' Albert 63' |

Ferencvárosi TC Budapesta s-a calificat cu scorul general 3–1.
| SV Werder Bremen            | 1 – 0   | FK Partizan Belgrad |
| --------------------------- | ------- | ------------------- |
| Schütz 32' 82' · Bordel 84' | Detalii | Bečejac 82'         |

FK Partizan Belgrad s-a calificat cu scorul general 3–1.
| KS Górnik Zabrze | 1 – 2   | TJ Sparta ČKD Praga |
| ---------------- | ------- | ------------------- |
| Szoltysik 84'    | Detalii | Mráz 17', 78'       |

TJ Sparta ČKD Praga s-a calificat cu scorul general 5–1.
| Manchester United FC | 3 – 1   | ZSK Vorwärts Berlin |
| -------------------- | ------- | ------------------- |
| Herd 19', 39', 84'   | Detalii | Piepenburg 82'      |

Manchester United FC s-a calificat cu scorul general 5–1.
| Real Madrid CF                               | 5 – 1   | Kilmarnock FC          |
| -------------------------------------------- | ------- | ---------------------- |
| Grosso 25', 36' Ruiz 26' Gento 58' Pirri 90' | Detalii | McIlroy 22' McLean 73' |

Real Madrid CF s-a calificat cu scorul general 7–3.
| SL Benfica Lisabona              | 3 – 2   | SC Levski-Spartak Sofia |
| -------------------------------- | ------- | ----------------------- |
| Eusébio 6' Coluna 28' Torres 46' | Detalii | Asparuhov 3', 75'       |

SL Benfica Lisabona s-a calificat cu scorul general 5–4.
| FC Internazionale Milano         | 2 – 0   | Dinamo București |
| -------------------------------- | ------- | ---------------- |
| Mazzola 47' (pen.) Facchetti 87' | Detalii |                  |

FC Internazionale Milano s-a calificat cu scorul general 3–2.
| Derry City FC | nedisputat | RSC Anderlecht Bruxelles |
| ------------- | ---------- | ------------------------ |
|               | Raport     |                          |

RSC Anderlecht Bruxelles s-a calificat cu scorul general 9–0.

## Sferturi de finală
| Echipa 1                 | Total | Echipa 2                  | Turul I | Turul II | Baraj |
| ------------------------ | ----- | ------------------------- | ------- | -------- | ----- |
| Manchester United FC     | 8 - 3 | SL Benfica Lisabona       | 3 - 2   | 5 - 1    |       |
| FC Internazionale Milano | 5 - 1 | Ferencvárosi TC Budapesta | 4 - 0   | 1 - 1    |       |
| RSC Anderlecht Bruxelles | 3 - 4 | Real Madrid CF            | 1 - 0   | 2 - 4    |       |
| TJ Sparta ČKD Praga      | 4 - 6 | FK Partizan Belgrad       | 4 - 1   | 1 - 5    |       |

### Turul I
| Manchester United FC         | 3 – 2   | SL Benfica Lisabona         |
| ---------------------------- | ------- | --------------------------- |
| Herd 36' Law 44' Foulkes 58' | Detalii | José Augusto 30' Torres 70' |

| FC Internazionale Milano         | 4 – 0   | Ferencvárosi TC Budapesta |
| -------------------------------- | ------- | ------------------------- |
| Jair 8' Corso 36' Peiró 65', 73' | Detalii | Horváth 71'               |

| RSC Anderlecht Bruxelles | 1 – 0   | Real Madrid CF |
| ------------------------ | ------- | -------------- |
| Van Himst 2'             | Detalii |                |

| TJ Sparta ČKD Praga                    | 4 – 1   | FK Partizan Belgrad |
| -------------------------------------- | ------- | ------------------- |
| Kvašnák 20', 54' (pen.), 86' Mašek 73' | Detalii | Hasanagic 16'       |

### Turul II
| Ferencvárosi TC Budapesta | 1 – 1   | FC Internazionale Milano |
| ------------------------- | ------- | ------------------------ |
| Novák 31' (pen.)          | Detalii | Domenghini 62'           |

Internazionale s-a calificat cu scorul general 5–1.
| SL Benfica Lisabona | 1 – 5   | Manchester United FC                               |
| ------------------- | ------- | -------------------------------------------------- |
| Brennan 52' (o.g.)  | Detalii | Best 6', 13' Connelly 15' Crerand 78' Charlton 89' |

Manchester United s-a calificat cu scorul general 8–3.
| FK Partizan Belgrad                              | 5 – 0   | TJ Sparta ČKD Praga |
| ------------------------------------------------ | ------- | ------------------- |
| Kovacevic 4', 29' Vasovic 23' Hasanagic 35', 41' | Detalii |                     |

FK Partizan Belgrad s-a calificat cu scorul general 6–4.
| Real Madrid CF                         | 4 – 2   | RSC Anderlecht Bruxelles             |
| -------------------------------------- | ------- | ------------------------------------ |
| Amancio 12', 35' Gento 58' (pen.), 83' | Detalii | Cornelis 37' · Jurion 87' · Puis 90' |

Real Madrid CF s-a calificat cu scorul general 4–3.

## Semifinale
| Echipa 1            | Total | Echipa 2                 | Turul I | Turul II | Baraj |
| ------------------- | ----- | ------------------------ | ------- | -------- | ----- |
| FK Partizan Belgrad | 2 - 1 | Manchester United FC     | 2 - 0   | 0 - 1    |       |
| Real Madrid CF      | 2 - 1 | FC Internazionale Milano | 1 - 0   | 1 - 1    |       |

### Turul I
| FK Partizan Belgrad       | 2 – 0   | Manchester United FC |
| ------------------------- | ------- | -------------------- |
| Hasanagic 46' Becejac 59' | Detalii |                      |

| Real Madrid CF | 1 – 0   | FC Internazionale Milano |
| -------------- | ------- | ------------------------ |
| Pirri 12'      | Detalii |                          |

### Turul II
| Manchester United FC | 1 – 0   | FK Partizan Belgrad |
| -------------------- | ------- | ------------------- |
| Stiles 72'           | Detalii |                     |

FK Partizan Belgrad s-a calificat cu scorul general 2–1.
| FC Internazionale Milano | 1 – 1   | Real Madrid CF |
| ------------------------ | ------- | -------------- |
| Facchetti 78'            | Detalii | Amancio 20'    |

Real Madrid CF s-a calificat cu scorul general 2–1.

## Finala
| Real Madrid CF                                   | 2 – 1   | FK Partizan Belgrad |
| ------------------------------------------------ | ------- | ------------------- |
| Amancio 70' Serena 76' 90' Pachín 90' Grosso 90' | Detalii | Vasovic 55'         |

| Campioană Europeană 1965-1966    |
| -------------------------------- |
| Spania                           |
| Real Madrid CF Al șaselea trofeu |

## Golgheteri
7 goluri
- Flórián Albert (Ferencvárosi TC Budapesta)
- Eusébio (SL Benfica Lisabona)

6 goluri
- John Connelly (Manchester United FC)
- Mustafa Hasanagic (FK Partizan Belgrad)